# Julija Putintseva
Julija Antonovna Putintseva (russisk: Юлия Антоновна Путинцева; født 7. januar 1995 i Moskva, Rusland) er en professionel kvindelig tennisspiller fra Kasakhstan.